# Floating-Gate-Transistor
Ein Floating-Gate-Transistor ist ein spezieller Transistor, der in nichtflüchtigen Speichern zur permanenten Informationsspeicherung eingesetzt wird. Er wurde 1967 von Dawon Kahng und Simon Min Sze in den Bell Laboratories entwickelt und stellte bis zum Anfang der 2000er Jahre in integrierten Schaltungen bei den Flash-Speichern, Floating-Gate-PROMs, EPROMs und EEPROMs das elementare Speicherelement dar.
Floating-Gate-Transistoren werden in Flashspeichern, insbesondere den NAND-Flash, zunehmend durch Charge-Trap-Flash (CTF) ersetzt. Durch die Vermeidung von Störeffekten, welche primär durch eng benachbarte Floating-Gate-Transistoren verursacht sind, können in CTFs kleinere Strukturgrößen und höhere Speicherdichten pro Chipfläche als mit Floating-Gates realisiert werden.

## Allgemeines

Schnittdarstellung durch einen FGMOS-Transistor

Schaltsymbol eines FGMOS mit einem Floating-Gate (dicke Linie) und drei Steuergates V_{1,2,3}

Floating-Gate-Transistoren, abgekürzt auch als FGMOS bezeichnet, zählen zu der Gruppe der Feldeffekttransistoren mit isoliertem Gate (IGFETs) und werden üblicherweise aus dem Halbleitermaterial Silicium hergestellt. Neben einer oder gelegentlich mehreren Steuerelektroden (in der Abbildung V) enthält er ein „Floating-Gate“ (dt. ‚nicht angeschlossene Steuerelektrode‘), das elektrisch isoliert ist. Auf diesem Floating-Gate kann eine bestimmte Menge an elektrischer Ladung permanent gespeichert werden, die zu einer Verschiebung der Schwellspannung (Vth) des Transistors führt. Zum Auslesen der Information dienen wie bei herkömmlichen IGFETs die Anschlüsse Source (S) und Drain (D), während zum Beschreiben zusätzlich die Steueranschlüsse benötigt werden. Der Anschluss Bulk (B) ist meist mit Massepotential verbunden.
Das Einbringen bzw. Entfernen der elektrischen Ladung (Elektronen) im Rahmen des Schreibvorganges auf das elektrisch durch z. B. Siliciumdioxid isolierte Floating-Gate erfolgt durch den quantenmechanischen Tunneleffekt bzw. durch die Injektion heißer Ladungsträger (engl. hot-carrier injection) vom Source- bzw. Drain-Anschluss aus, unter Zuhilfenahme eines Steueranschlusses (engl. control gate). Für den Programmiervorgang ist eine deutlich höhere elektrische Spannung notwendig als für den normalen Lesebetrieb (z. B. 10 V gegenüber 3,3 V).
Bei fehlender Ladung am Floating-Gate wird die Drain-Source-Strecke nicht beeinflusst und der Transistor verhält sich wie ein normaler MOSFET des gleichen Typs. Für einen typischen FGFET vom Typ eines Anreicherungs-n-Kanal-MOSFETs (engl. enhancement n-channel MOSFET) bedeutet dies, dass der Transistor bei einer Gatespannung von 0 V nichtleitend und nach Überschreiten der Schwellspannung leitend ist. Eine auf das Floating-Gate eingebrachte Ladung verschiebt jedoch die Schwellspannung des Transistors. So bewirkt das Einbringen von Elektronen (negativen Ladungen) auf das Floating-Gate bei diesen Transistoren eine Erhöhung der Schwellspannung. Wird der Transistor beim Auslesen nun normal angesteuert, verbleibt die Drain-Source-Strecke des Transistors in einem hochohmigen Zustand, das heißt, der Transistor ist nichtleitend, er sperrt.
Mit diesen beiden Zuständen kann im einfachsten Fall die Information eines Bits permanent gespeichert werden. Je nach Speichertechnologie umfasst der Transistor ein (bei der SLC-Speicherzelle) oder mehrere Floating-Gates (bei der MLC-Speicherzelle). Bei MLC-Speicherzellen können in einem Transistor durch Abstufungen der Ladungsmengen mehr als ein Bit an Information gespeichert werden, was die Speicherdichte steigert. Übliche Werte sind zwei Bit pro Floating-Gate-Transistor mit vier verschiedenen Ladungsniveaus.
| Vorgang   | Gate-Spannung      | Source-Spannung | FG-Ladung       | Schwell-Spannung | Transistor | Drain-Spannung | logischer Pegel |
| --------- | ------------------ | --------------- | --------------- | ---------------- | ---------- | -------------- | --------------- |
| Lesen     | >Vth (Bsp.: 3,3 V) | GND             | ungeladen       | normal           | leitet     | > GND          | 0               |
| Lesen     | >Vth (Bsp.: 3,3 V) | GND             | negativ geladen | erhöht           | sperrt     | > GND          | 1               |
| Schreiben | > 10 V             | GND             | ladend          | steigt           |            | > 10 V         | auf 1           |
| Löschen   | GND                | GND             | entladend       | fällt            |            | > 10 V         | auf 0           |
| ruhend    | floating           | egal            | unverändert     | unverändert      | sperrt     | egal           | unverändert     |

## Anwendungen
Der primäre Anwendungsbereich dieser Transistoren liegt im Bereich digitaler, nicht flüchtiger Speicher wie beispielsweise USB-Massenspeichern oder SD-Speicherkarten. Bei einer Speicherkapazität von 4 GB sind fast 35 Milliarden Floating-Gate-Transistoren notwendig. Bei hohen Speicherdichten werden die Floating-Gate-Transistorzellen durch Charge-Trap-Flashzellen ersetzt.
Im Jahr 1989 entwickelte die Firma Intel im Rahmen einer Forschungsarbeit eine nicht flüchtige Speicherzelle (ETANN) basierend auf FGMOS für die Speicherung von analogen Größen im Rahmen von künstlichen neuronalen Netzen.